# Аватар Року
«Аватар Року (Зимнее солнцестояние. Часть 2)» (англ. Avatar Roku (Winter Solstice, Part 2)) — восьмой эпизод первого сезона американского мультсериала «Аватар: Легенда об Аанге».

## Сюжет
Аанг хочет отправиться на остров племени Огня один, потому что это опасно, но друзья летят с ним. Зуко, прибыв в деревню, узнаёт от жителей, куда направился Аватар. Он следует за ним. Их корабль подплывает к водам страны Огня, и дядя Айро предупреждает принца о безрассудности этого поступка. Зуко отвечает, что отец поймёт, что сын охотился за Аватаром, но дядя говорит, что его брат не из тех, кто привык прощать. Несмотря на это, Зуко атакует Аватара, и они видят блокаду кораблей нации Огня. Аанг решает прорваться, и изгнанный принц следует за ним. Командир Джао стреляет в Аватара, но Аанг пробивает огненный шар, и Аппа пролетает блокаду. Джао решает пропустить Зуко, а не арестовывать сейчас, чтобы следить за ним и Аватаром соответственно.
Команда прибывает на остров и отправляется в священный храм к статуе Року. Внутри его встречают мудрецы, служащие Хозяину Огня, и атакуют Аватара. Убежав от них, он встречает Шаю, мудреца, который верен ему, а не правителю страны. Через потайной ход он отводит Аанга к комнате со статуей Року, но её двери запечатаны. Открыть их могут лишь 5 магов огня одновременно. Сокка предлагает идею, как сымитировать это, но его план не срабатывает. Однако шум привлекает мудрецов. Момо пролазит в комнату через щель, и притворяется Аватаром. Когда мудрецы прибегают, Шаю говорит, что Аанг внутри, и они открывают дверь. Однако Аанг сначала не успевает прорваться внутрь, так как его схватил Зуко. Всё же он вырывается от него и проскальзывает в комнату. После этого мудрецы и Зуко уже не могут открыть дверь.
Наступает зимнее солнцестояние, и Аанг встречает дух Аватара Року. В храм приходит командующий Джао и радуется поимке предателей, ожидая выхода Аватара. Року поясняет Аангу его видение кометы, сообщая, что 100 лет назад с помощью неё Хозяин Огня Созин развязал войну, так как она усиливает магию людей Огня. Он сообщает Аангу, что тот должен овладеть всеми стихиями и одолеть Хозяина Огня Озая до возвращения кометы, до конца лета. Затем Року помогает Аангу прогнать людей Огня из храма. В виде духа он выходит из комнаты и начинает разрушать храм. Зуко удаётся сбежать от Джао. Аанг, Катара и Сокка улетают на Аппе. Джао злится, что упустил Аватара и Зуко, обвиняя всех мудрецов в предательстве, хотя Аангу помогал только Шаю.

## Отзывы

Динамика оценок IGN к эпизодам 1 сезона мультсериала

Тори Айрленд Мелл из IGN поставил эпизоду оценку 9,1 из 10 и написал, что «во второй части „Зимнего солнцестояния“ было несколько замечательных комедийных моментов». Он отметил, что «в этом эпизоде у нас была возможность познакомиться с Аватаром прошлого, Року», который «был великолепен», а «возможность увидеть его в действии была большим сюрпризом».
Хайден Чайлдс из The A.V. Club похвалил «драматический замысел» того, что Аангу предстоит овладеть всеми стихиями до конца лета. Рецензент поблагодарил Шаю за помощь Аватару. Даниэль Монтесиноса-Донахью из Den of Geek написал, что «благодаря этому эпизоду у нас теперь есть надёжная сюжетная арка вместо (всё ещё забавных!) злоключений, связанных с путешествиями из деревни в деревню, пока герои не прибудут на Северный полюс». Критик посчитал, что «история мудрецов [народа Огня] была довольно интересна».
Screen Rant и CBR поставили серию на 5 место в топе лучших эпизодов 1 сезона мультсериала по версии IMDb.